# Julius Hofmann (Politiker)

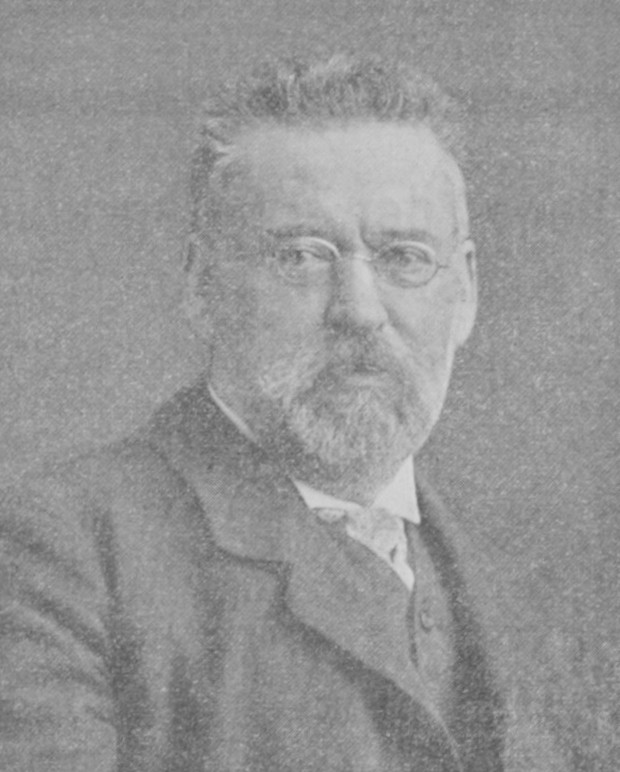
Julius Hofmann

Julius Emanuel Hofmann (* 12. April 1840 in Karlsbad; † 12. Mai 1913 in Wien) war ein österreichischer Mediziner, Kunstsammler und Politiker (Verfassungspartei, Deutsche Fortschrittspartei). Er war ab 1889 Landtagsabgeordneter. 

## Leben
Er war der Sohn des Zinngießermeisters Gabriel Hofmann und dessen Ehefrau Antonia geborene Platzer und kam im Haus Nr. 523 zur Welt und wurde zwei Tage später in der katholischen Stadtkirche getauft. Nach dem Schulbesuch schlug Hofmann eine Ausbildung zum Mediziner ein, promovierte zum Dr. med. und wurde praktizierender Arzt. Als solcher arbeitete er viele Jahre lang in Karlsbad und trug später den Titel Medizinalrat. Darüber hinaus engagierte er sich für die Kunstförderung und das Sammeln von Kunstgegenständen, insbesondere von Grafiken und Kupferstichen. Hofmann veröffentlichte mehrere Sammelbände zur Geschichte der Grafik. Daneben wirkte er in seiner Freizeit als Amateurfotograf.
Ende der 1880er Jahre engagierte er sich auch in der Landespolitik im Königreich Böhmen. Bei den Wahlen am 5. Juli 1889 wurde er in den Landtag als Vertreter des Wahlbezirks der Städte Karlsbad und Sankt Joachimsthal gewählt. Politisch vertrat er als Liberaler die Verfassungspartei, aus der später die Deutsche Fortschrittspartei hervorging. Hoffmann starb im Mai 1913 in Wien, seine Beerdigung fand in Karlsbad statt.

## Schriften
- Francisco de Goya. Katalog seines graphischen Werkes. Gesellschaft für vervielfältigende Kunst, Wien, 1907.
- Carlsbad seine Quellen und Quellenprodukte sowie deren therapeutische Anwendung. Carlsbad, 1907.

## Nachlass
Seine umfangreiche und bedeutende Kupferstichsammlung wurde einige Jahre nach seinem Tod vom 8. bis 12. Mai 1922 öffentlich versteigert.

## Ehrungen
Julius Hoffmann wurde zum Ehrenbürger seiner Heimatstadt Karlsbad ernannt.